# Dr. Guislain Award
De Dr. Guislain Award is een prijs die onder het motto Breaking the Chains of Stigma, sinds 2012 wordt uitgereikt. De laureaat wordt elk jaar op 10 oktober, Werelddag voor Geestelijke Gezondheid, uitgeroepen.

## Geschiedenis
De Dr. Guislain Award is een prijs van $ 50.000 geïnitieerd door Janssen Research & Development, LLC en het Museum Dr. Guislain. De prijs wordt toegekend aan individuen, organisaties of projecten die:
- een uitzonderlijke bijdrage aan de geestelijke gezondheidszorg hebben geleverd, op cultureel of sociaal vlak;
- het stigma rond geestesziekten en -zieken wisten te doorbreken;
- de aandacht voor geestelijke gezondheidszorg hebben bevorderd.

## Jury
De jury is internationaal samengesteld.

### 2012 en 2013
De leden zijn: Lisa Appignanesi, voormalig voorzitter van de Britse PEN-vereniging; Siri Hustvedt, essayist dichteres en romanschrijfster; Steven Hyman, neurobioloog en verbonden aan het MIT te Harvard; Patrick Kennedy, voormalig congreslid in de VSA; dr. Alan Leshner, neurowetenschapper en CEO van de American Association for the Advancement of Science; Prof. Dr. Bernard Sabbe, hoogleraar medische psychologie en psychiatrie aan de Universiteit van Antwerpen.

## Prijswinnaars
- 2012: Voor deze prijs werden meer dan zestig nominaties ingediend, wereldwijd. De jury kende de prijs toe aan Bagus Utomo. De Indonesiër werd beloond voor zijn gevecht tegen het taboe rond schizofrenie door middel van zijn organisatie Komunitas Peduli Skizofrenia Indonesia (Indonesia Community Care for Schizophrenia), of KPSI. Bagus Utomo begon met zijn onderzoek wanneer zijn broer gediagnosticeerd werd als schizofreen. Hij startte onlinediscussies en workshops om de ziekte een wijdere erkenning te geven. Via zijn organisatie en via Facebook heeft hij vele mensen bereikt en geholpen. Met de Dr. Guislain Award wordt Bagus Utomo gesteund in zijn destigmatisering van geestesziekte, in het bijzonder van schizofrenie.
- 2013: Er werden meer dan 40 nominaties ingediend. De prijs werd toegekend aan de Nepalees Matrika Devkota, die in 2004 Koshish oprichtte. Deze organisatie spant zich in om de publieke perceptie van psychische gezondheidsproblemen te verbeteren. De prijs, $ 50.000, werd overhandigd door René Stockman, generaal overste van de Broeders van Liefde, in aanwezigheid van Keshav Desiraju, de Indische minister van Volksgezondheid, in Mumbai (India), op 10 oktober.
- 2014: De Nieuw-Zeelandse fotograaf Robin Hammond heeft de derde Dr. Guislain 'Breaking the Chains of Stigma' Award gewonnen. Hij kreeg de prijs voor zijn project 'Condemned', een fotoreeks waarmee hij het gebrek aan behandeling voor geesteszieken in Afrika op een confronterende manier blootlegt.
- 2015: De Amerikaan dr. Janos Marton, directeur van The Living Museum in Queens, New York, een creatieve omgeving voor mensen met psychische problemen. In herinnering aan het evenement 200 jaar geleden in Gent van het breken van de boeien voor geestesgestoorden door de Broeders van Liefde, werd de uitreiking in deze stad feestelijk gehouden.
- 2016: Dr. Chantharavady Choulamany, die baanbrekend werk verrichtte in Laos en zich heeft aangezet voor het verbeteren van het leven van mensen die kampen met een geestelijke aandoening. Ze is een van de slechts twee gekwalificeerde psychiaters in de Democratische Volksrepubliek Laos, een land dat meer dan 6 miljoen inwoners telt. Ze heeft zich haar hele leven ingezet voor meer toegang tot geestelijke gezondheidszorg en het ontwikkelen van onderwijsprogramma's voor het behandelen van psychiatrische stoornissen.
- 2017: Dr. Sotheara Chhim, psychiater, zet zich in Phnom Penh (Cambodja in voor de opvang van patiënten met zware psychische trauma's, gevolgen van de bloeddorstige dictatuur van de Rode Khmer van Paul Pot.
- 2018: The Center for Victims of Torture, niet-gouvernementele organisatie, opgericht in 1985.
- 2019: The Live Love Laugh Foundation. Deze organisatie krijgt de onderscheiding voor haar buitengewone bijdrage aan de dialoog rond geestelijke gezondheid in India met een specifieke focus op stress, angst en depressie.
- 2020: Grégoire Ahongbonon stichtte de Association Saint-Camille de Lellis, die zich in Afrika bezig houdt met de zorg voor mentaal gehandicapten, vooral in rurale gebieden. Ze worden opgevangen door genezen zieken die zich om nieuwe zieken bekommeren. Het eerste onthaal- en zorgcentrum opende in de Ivoorkust in 1994. Sindsdien werden in de Ivoorkust, Benin en Burkina Faso acht onthaal- en zorgcentra geopend, naast 28 centra voor consultaties en 13 centra voor wederopname en opleiding.

## Joseph Guislain
De Dr. Guislain Award is vernoemd naar een Belgische pionier van de geestelijke gezondheidszorg: psychiater Joseph Guislain (1797-1860). Hij was directeur in Gent van een psychiatrische inrichting waar hij de patiënten probeerde te genezen volgens in zijn tijd baanbrekende methodes.
De psychiatrische inrichting herbergt ook een museum rond psychiatrie en outsiderkunst: het Museum Dr. Guislain.